# Abertamy
Abertamy település Csehországban, a Karlovy Vary-i járásban. Abertamy Merklín, Boží Dar, Pernink és Jáchymov településekkel határos. Lakosainak száma 848 fő (2024. január 1.).

## Népesség
A település lakosságának változását az alábbi diagram mutatja:
| Lakosok száma | 3310 | 4010 | 3512 | 1715 | 1156 | 1213 | 1094 | 975  | 813  | 848  |
|               | 1869 | 1900 | 1921 | 1961 | 1980 | 2011 | 2016 | 2019 | 2021 | 2024 |